# Brama australis
Brama australis är en fiskart som beskrevs av Valenciennes, 1838. Brama australis ingår i släktet Brama och familjen havsbraxenfiskar. Inga underarter finns listade.